# Armida Barelli
Armida Barelli (* 1. Dezember 1882 in Mailand; † 15. August 1952 in Varese) war eine Aktivistin in der Katholischen Aktion Italiens, Mitbegründerin der Università Cattolica del Sacro Cuore in Mailand und der Säkularinstitute Missionare vom Königtum Christi.

## Leben
Sie wurde als zweite Tochter einer wohlhabenden bürgerlichen Familie geboren. Zunächst besuchte sie die Schule der Ursulinen in Mailand. Mit 13 Jahren ging sie zur weiteren Schulausbildung auf die Hochschule der Schwestern vom Heiligen Kreuz in Menzingen (Schweiz) die sie 1900 mit einem Zertifikat abschließt. Bis 1910 verbrachte Barelli ihre Jugend nach der Suche zu einem ideellen Leben und widmete sich den Lehren des Evangeliums.

### Begegnung mit Pater Gemelli
Ihre erste Begegnung mit Agostino Gemelli im Jahr 1910 hatte großen Einfluss auf ihr weiteres Leben. Sie trat dem dritten Orden der Franziskaner bei und unterstützte ab Januar 1917 Pater Gemelli bei der seelsorgerischen Betreuung der italienischen Soldaten im Ersten Weltkrieg. Diese Initiative breitete sich auch auf die verbündeten Armeen von Frankreich, Belgien und England aus.

### Aktivistin in der Katholischen Aktion
1917 wurde sie von Andrea Carlo Kardinal Ferrari dem Erzbischof von Mailand gebeten innerhalb der Katholischen Aktion die Gründung einer Frauenbewegung zu übernehmen. Am 17. Februar 1917 gründete sie mit Genehmigung von Papst Benedikt XV. die erste weibliche Gruppe der Katholischen Frauen in Italien, deren Vorsitz sie als „Generalpräsidentin der weiblichen katholischen Jugend in Italien“ bis 1946 innehatte. Auf Betreiben Barellis wurde 1942 das Seligsprechungsverfahren für das sechsjährig verstorbene Mädchen Antonietta Meo, genannt Nennolina, eröffnet.

### Säkularinstitut und Universität
Im November 1919 gründete sie zusammen mit Pater Gemelli, auf dessen Initiative, mit elf Franziskanern die „Missionare vom Königtum Christi“. Als Pater Gemelli 1921 die Katholische Universität in Mailand gründete, übernahm sie in der Geschäftsführung die Finanzen, 1924 rief sie einen Förderverein ins Leben und führt mit Zustimmung von Papst Pius XI. einen „Universitätstag“ ein, der immer noch im Frühjahr eines jeden Jahres stattfindet.

### Nach dem Zweiten Weltkrieg

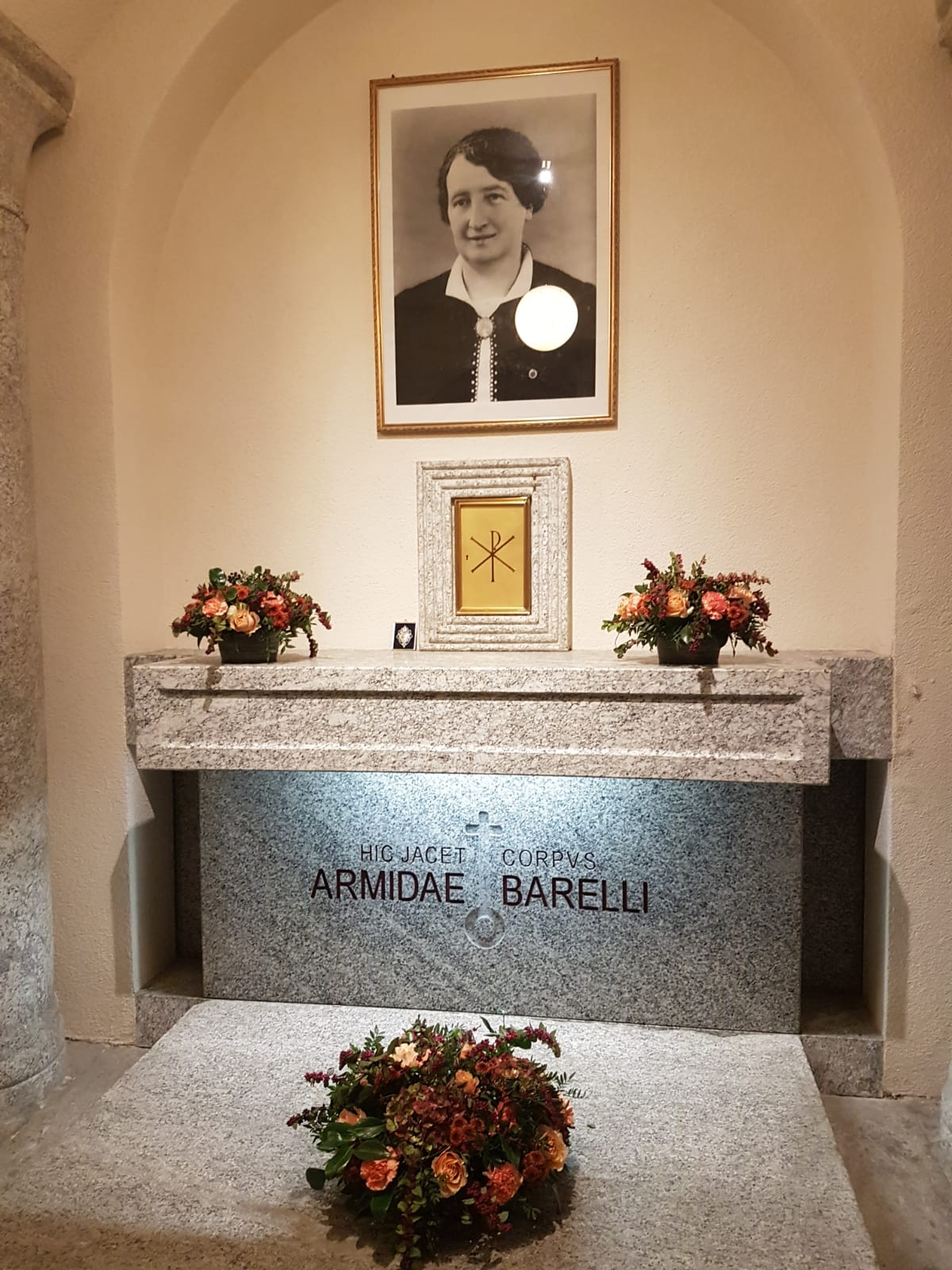
Krypta in der Kapelle der kath. Universität Mailand

In der Zeit des Faschismus versammelte Armida Barelli eine große Schar an Frauen, die sich in einer Art „Widerstandsbewegung“ gegen die Macht wandten. Drei Jahre nach dem Zweiten Weltkrieg beauftragte sie Papst Pius XII. mit der Gründung einer weiblichen demokratischen Partei um ein Gegengewicht zum Kommunismus zu bilden. In der Universität arbeitete sie weiterhin im Verwaltungsrat, bis sie 1949 durch eine schwere Erkrankung (Bulbärparalyse) ihre Stimme verlor. Infolge der Krankheit starb sie am 15. August 1952 und wurde in der Krypta der Katholischen Universität Mailand beigesetzt.

## Seligsprechungsprozess
1962 wurde der Seligsprechungsprozess eröffnet, am 17. Juli 1970 erfolgte von Giovanni Kardinal Colombo  die Zustimmung und Übergabe an die Kongregation für die Selig- und Heiligsprechungsprozesse. Am 1. Juni 2007 verkündete Papst Benedikt XVI. Armida Barelli zur Ehrwürdigen Dienerin Gottes. Am 20. Februar 2021 erkannte Papst Franziskus ein ihrer Fürsprache zugeschriebenes Wunder als letzte Voraussetzung für die Seligsprechung an.
Am 30. April 2022 wurde sie zusammen mit Mario Ciceri durch Kardinal Marcello Semeraro, dem Präfekten des Dikasteriums für die Selig- und Heiligsprechungsprozesse, im Auftrag von Papst Franziskus im Mailänder Dom selig gesprochen. Ihr Gedenktag ist der 19. November.